# Tuchola (gemeente)
De gemeente Tuchola is een stad- en landgemeente in het Poolse woiwodschap Koejavië-Pommeren, in powiat Tucholski.
De zetel van de gemeente is in Tuchola.
Op 30 juni 2004 telde de gemeente 20 068 inwoners.

## Oppervlakte gegevens
In 2002 bedroeg de totale oppervlakte van gemeente Tuchola 239,43 km², waarvan:
- agrarisch gebied: 44%
- bossen: 46%

De gemeente beslaat 22,27% van de totale oppervlakte van de powiat.

## Demografie
Stand op 30 juni 2004:
| Omschrijving                   | Totaal | Totaal | Vrouwen | Vrouwen | Mannen | Mannen |
| ------------------------------ | ------ | ------ | ------- | ------- | ------ | ------ |
| eenheid                        | aantal | %      | aantal  | %       | aantal | %      |
| inwoners                       | 20 068 | 100    | 10 248  | 51,1    | 9820   | 48,9   |
| bevolkingsdichtheid (inw./km²) | 83,8   | 83,8   | 42,8    | 42,8    | 41     | 41     |

In 2002 bedroeg het gemiddelde inkomen per inwoner 1267,56 zł.

## Administratieve plaatsen (sołectwo)
Bladowo, Kiełpin, Klocek, Legbąd, Mała Komorza, Mały Mędromierz, Raciąż, Rzepiczna, Stobno.

## Overige plaatsen
Barłogi, Biała, Białowieża, Bielska Struga, Borki, Brody, Dąbrówka, Dziekcz, Fojutowo, Huby, Jaty, Jesionowo, Końskie Błota, Koślinka, Lasek, Lubierzyn, Łosiny, Międzylesie, Mrowiniec, Na Polach, Nad Bladówkiem, Nad Brdą, Nad Kanałem, Nadolna Karczma, Nadolnik, Niwki, Nowa Tuchola, Piszczek, Pod Komorzą, Pod Lasem, Raciąski Młyn, Radonek, Słupy, Stegny, Szosa Sępoleńska, Sztuczna, Tajwan, Wielka Komorza, Wiśniówka, Woziwoda, Wybudowanie Bladowskie, Wybudowanie Raciąskie, Wymysłowo, Wysocki Młyn, Wysoka, Wysoka Wieś, Za Jeziorem, Zielona Łąka, Zielonka.

### Osiedla Tucholi
Koślinka, Miejski Rów, Plaskosz, Rudzki Most,

## Aangrenzende gemeenten
Cekcyn, Chojnice, Czersk, Gostycyn, Kęsowo, Śliwice